# كاتلين شو
كاتلين شو (بالإنجليزية: Caitlin Shaw)‏ هي سائقة سباق أمريكية، ولدت في 28 أغسطس 1989 في ألباكركي في الولايات المتحدة.

## وصلات خارجية
- الموقع الرسمي
- كاتلين شو على موقع Racing-Reference.info (الإنجليزية)